# Kvaphjon
A kvaphjon (hangul: 과편, handzsa: 果片, RR: gwapyeon) egyfajta koreai édesség, hangva (hangwa), melyet gyümölcshúsból készítenek. A gyümölcsöket összefőzik cukorral, mézzel és keményítővel, amíg zselészerű állagú nem lesz. Ezt követően formába öntik, de jellegzetes tálalási formája a dióbélre öntés is. Leginkább Prunus maximowiczii (koreai meggy), kajszibarack, kínai álbirs (Pseudocydonia sinensis) és omidzsa (omija) felhasználásával készül.